# Pays rennais
Ne doit pas être confondu avec Pays de Rennes.
Le Pays rennais est l’un des neuf pays historiques de Bretagne dont la capitale est Rennes, dans le département français d'Ille-et-Vilaine en région Bretagne.

## Toponymie
Ce pays tire son nom de Rennes, ville centrale et principale du territoire.
En gallo, il se nomme Paeï de Resnn[réf. souhaitée] en graphie ELG et Païz de Renne selon la norme ABCD. Son nom est Bro-Roazhon en breton.

## Géographie
Il se situe à l’extrême est de la Bretagne, en Haute-Bretagne. Il couvre une superficie de 3 946 km2.
Il est découpé en plusieurs micro-pays : le pays de Rennes autour de Rennes, le Coglais et le Désert au nord de Fougères, le Vendelais entre Vitré et Fougères et le Guerchais autour de La Guerche-de-Bretagne. Le pays de Rennes est partagé entre le Pays rennais et le Pays de Saint-Malo, la partie du pays de Rennes hors du Pays rennais correspond environ au pays pourpré.
Il est le successeur du territoire des Riedones et après 1790, il constitue la majeure partie du département français d’Ille-et-Vilaine. Il correspond globalement au territoire originel de l’évêché de Rennes et approximativement aux sénéchaussées de Rennes, Hédé, Bazouges, Antrain, Fougères, Saint-Aubin-du-Cormier.
Il ne doit être confondu avec le pays de Rennes, pays d'aménagement du territoire regroupant quatre intercommunalités (Liffré-Cormier Communauté, Pays de Châteaugiron Communauté, Val d'Ille Aubigné et Rennes Métropole) formant un pays centré autour de Rennes, et d'une superficie trois fois plus petite.

## Culture
Il correspond à la zone du parler gallo rennais et au pays de mode rennais.